# Hannersdorf
Hannersdorf è un comune austriaco di 757 abitanti nel distretto di Oberwart, in Burgenland.